# Josh Hamilton (acteur)
Pour l’article homonyme, voir Josh Hamilton (baseball).
Josh Hamilton, né Joshua Cole Hamilton, est un acteur américain né le 9 juin 1969 à New York, États-Unis. Il a notamment joué avec Ethan Hawke dans Les Survivants (Alive), de Frank Marshall en 1993.

## Biographie
Josh Hamilton est né le 9 juin 1969 à New York, États-Unis.
Ses parents sont Dan Hamilton et Sandra Kingsbury.

### Vie privée
Il est marié à Lily Thorne depuis 2005. Ils ont un enfant.

## Carrière
Il a joué avec Ethan Hawke dans Les Survivants de Frank Marshall en 1993, ce dernier le fait jouer dans son film Straight to One l'année suivante.
En 2018, il retrouve Ethan Hawke qui le fait tourner une seconde fois dans Blaze, puis en 2020 dans Tesla de Michael Almereyda (avec qui il avait collaboré dans Experimenter et Tonight at Noon).

## Filmographie

### Cinéma

#### Longs métrages
- 1977 : A Good Dissonance Like a Man : Charles jeune
- 1984 : Tendres Années (Old Enough) de Marisa Silver : Timothy
- 1988 : Une autre femme (Another Woman) de Woody Allen : le petit copain de Laura
- 1993 : Les Survivants (Alive) de Frank Marshall : Roberto Canessa
- 1994 : Avec les félicitations du jury (With Honors) d'Alek Keshishian : Jeffrey Hawks
- 1994 : Straight to One d'Ethan Hawke : Jim Green
- 1995 : Kicking and Screaming de Noah Baumbach : Grover
- 1996 : La Propriétaire (The Proprietor) de Ismail Merchant : William O'Hara
- 1997 : The House of Yes de Mark Waters : Marty Pascal
- 1997 : Drive, She Said (en) de Mina Shum : Tass Richards
- 1998 : Chocolate for Breakfast de Emily Baer :
- 1999 : Freak Talks About Sex (en) de Paul Todisco : David Keenan
- 2000 : Urbania de Jon Matthews : Matt
- 2001 : Landfall de Dan Hamilton, Erik Miller
- 2002 : L'Âge de glace (Ice Age) de Chris Wedge et Carlos Saldanha : Dodo / Aardvark (voix)
- 2002 : La Mémoire dans la peau (The Bourne Identity) de Doug Liman : Un chercheur
- 2002 : West of Here de Peter Masterson : Gilbert 'Gil' Blackwell
- 2002 : On_Line (en) de Jed Weintrob : John Roth
- 2005 : Escape Artists de Michael Laurence : Billy Bane
- 2005 : Homecoming de Jonathan Betzler : Harry
- 2005 : The F Word (en) de Jed Weintrob : Joe Pace
- 2005 : Robin's Big Date de James duffy : Tony
- 2006 : Diggers de Katherine Dieckmann : Cons
- 2006 : The Last New Yorker de Harvey Wang : Zach
- 2006 : Outsourced de John Jeffcoat : Todd Anderson
- 2007 : Broken English de Zoe R. Cassavetes : Charlie Ross
- 2007 : Neal Cassady de Noah Buschel : Crook Sherman
- 2009 : Away We Go de Sam Mendes : Roderick
- 2012 : The Letter de Jay Anania : Raymond
- 2013 : Dark Skies de Scott Charles Stewart : Daniel Barret
- 2013 : Bottled Up d'Enid Zentelis : Becket
- 2013 : The Wait de M. Blash : Le père de Sammy
- 2015 : Experimenter de Michael Almereyda : Tom Shannon
- 2015 : Amok de R.E. Rodgers : Adam
- 2015 : Take Me to the River de Matt Sobel : Keith
- 2016 : Manchester by the Sea de Kenneth Lonergan : Wes
- 2017 : The Meyerowitz Stories de Noah Baumbach :
- 2018 : Dernière Année (Eighth Grade) de Bo Burnham : Mark Day
- 2018 : Blaze d'Ethan Hawke : Zee
- 2018 : Tonight at Noon de Michael Almereyda : Gus
- 2020 : Tesla de Michael Almereyda : Robert Underwood Johnson
- 2020 : False Positive de John Lee : Greg
- 2021 : The Map of Tiny Perfect Things d'Ian Samuels : Daniel
- 2022 : A Mouthful of Air d'Amy Koppelman : Dr Salzman
- 2023 : Reality de Tina Satter : Agent Justin Garrick

### Télévision

#### Séries télévisées
- 1984 : La Force du destin (All My Children) : Philip 'Charlie' Brent Jr.
- 1984 : ABC Afterschool Special : Swenson
- 1985 / 1991 : CBS Schoolbreak Special : Todd Johnson / Chip Fulton
- 1986 : Aline et Cathy (Kate and Allie) : Rick
- 1986 - 1987 : The Lawrenceville Stories : Lovely
- 1987 / 1990 : American Playhouse (en) : L'adorable Mead / Wallace Kirkman
- 1989 : A Man Called Hawk (en) : Jeffrey Stone
- 2000 : Sex and the City : George
- 2001 - 2002 : New York 911 (Third Watch) : Dr Thomas
- 2002 : Absolutely Fabulous : Serge
- 2002 / 2010 : American Experience : Owen Chase / Peleg Folger (voix)
- 2003 : The Practice : Donnell et Associés (The Practice) : Lawrence Gilbert
- 2005 - 2006 : The Investigators : Narrateur
- 2006 : New York, section criminelle (Law and Order: Criminal Intent) : Justin Reid (saison 5, épisode 21)
- 2008 : New York, police judiciaire (Law & Order) : avocat Reardon (saison 19, épisode 1)
- 2009 : Delocated (en) : Jon
- 2010 : Mercy Hospital : Bill Rotko
- 2010 / 2014 : Louie : Jeff / Un conseiller / Un travailleur social
- 2012 : The Good Wife : Juge Edward Serena
- 2013 : La Diva du divan (Necessary Roughness) : Paul
- 2013 : Elementary : Drew Gardner
- 2013 : American Horror Story : Coven : Hank Foxx
- 2014 : Gracepoint : Joe Miller
- 2015 : Madam Secretary : Arthur Gilroy
- 2017 - 2020 : 13 Reasons Why : Matt Jensen
- 2018 : Sweetbitter : Fred
- 2019 : Mrs. Fletcher : Ted Fletcher
- 2019 - 2020 : Ray Donovan : Kevin Sullivan
- 2020 : New York, unité spéciale (Law and Order : Special Victims Unit) : William Harrington III (saison 21, épisode 16)
- 2020 : This Is Us : Dr Mason
- 2020 : Mrs. America : William Ruckelshaus
- 2020 : Bull : Mr Westbury
- 2021 - 2022 : The Walking Dead : Lance Hornsby

#### Téléfilms
- 1983 : The Wilder Summer de Deborah Reinisch : Willoughby
- 1985 : Pas mon enfant (Not My Kid) de Michael Tuchner : Eddie
- 1992 : O Pioneers! (en) de Glenn Jordan : Carl jeune
- 1996 : Don't Look Back (en) de Geoff Murphy : Steve
- 1999 : American 60's (The '60s) de Mark Piznarski : Michael Herlihy
- 2013 : Rita de Miguel Arteta : Terrence
- 2022 : Ray Donovan: The Movie de David Hollander : Kevin Sullivan

### Producteur
- 2005 : The F Word (en) de Jed Weintrob